# Kemisk jämvikt
Kemisk jämvikt (equilibrium) är då en kemisk reaktion äger rum med samma reaktionshastighet som dess motsatta reaktion. Detta innebär att reaktionshastigheten för den framåtskridande och den bakåtskridande reaktionen är lika, och koncentrationen av reaktanter och produkter är konstant. När detta skett så sker ingen förändring i proportionerna, det vill säga koncentrationerna hos de olika föreningarna, och det verkar som om reaktionen upphör att fortskrida. Dock fortsätter de framåt- och bakåtskridande reaktionerna att äga rum med samma hastighet. Utan tillsatt energi fortsätter alltid en kemisk reaktion till dess att en jämvikt uppnåtts. Kemisk jämvikt är ett exempel på dynamisk jämvikt.
Ett vanligt exempel på en kemisk jämvikt är Haber-Bosch-metoden, där väte och kväve bildar ammoniak. Jämvikten nås då hastigheten av bildandet av ammoniak är lika stor som dess dekomposition.

## Jämviktspilar
Anta att a mol av ämnet A reagerar med b mol av ämnet B och bildar c mol av ämnet C samt d mol av ämnet D. För att visa att en reaktionsformel för denna reaktion är i jämvikt används en dubbel reaktionspil istället för en enkel reaktionspil (→). Det finns två typer av dubbla reaktionspilar som används: dubbelpilen (⇄, U+21C4) eller "dubbelharpunen" (⇌, U+21CC):
aA + bB  ⇄  cC + dD
eller
aA + bB  ⇌  cC + dD
⇄ används, enligt The Chicago Manual of Style (14:e utgåvan, s. 454–455), för att beteckna en jämviktsreaktion med början till vänster, samtidigt som ⇌ betecknar en reversibel reaktion med början till vänster. De båda piltyperna kan även användas spegelvänt, beroende på var reaktionen börjar.
Då jämvikt råder finns ett konstant förhållande mellan produkternas (C och D) och reaktanternas (A och B) aktiviteter. Detta tillstånd beskrivs av jämviktskonstanten.

## Olika typer av jämvikter
Kemiska jämvikter kan delas upp i homogena jämvikter och heterogena jämvikter.

### Heterogena jämvikter
Heterogena jämvikter är jämvikter mellan ämnen i olika faser, såsom mellan ett fast ämne och dess upplösta form.

### Homogena jämvikter
Homogena jämvikter äger rum i samma fas, vilket i de vanligaste fallen innebär att samtliga deltagande ämnen är gaser (gasjämvikter), eller alla upplösta i samma vätska. Även fasta jämvikter är tänkbara, men reaktionerna är betydligt långsammare än i de övriga fallen.
Som exempel på gasjämvikter brukar jämvikten nedan ges:
H2 + I2  ⇄  2HI
Samtliga tre ämnen är gaser. Reaktionen från vänster går fortare ju större koncentration dessa båda ämnen har, medan reaktionen från höger går fortare ju större koncentration deras produkt har. Reaktionerna motverkar varandra och när jämvikt uppnåtts går reaktionerna åt båda håll lika fort.
Förhållandet mellan produkt och reaktanter i den här reaktionen kan beskrivas med en jämviktskonstant som definieras på följande sätt:
{\displaystyle K={\frac {\{{\rm {HI}}\}^{2}}{\{{\rm {H_{2}}}\}\ \{{\rm {I_{2}}}\}}}}

## Jämviktssystem i olika miljöer

### Jämvikter i mark
Försurning är då sura ämnen tillförs marker och vattendrag i högre takt än vad de kan bortföras. Detta leder till ökad koncentration av vätejoner. Försurningen orsakas av så kallat ”surt” regn, som är regn med ett lägre pH än normalt. Den största orsaken till surt regn är förbränning, i t.ex. motorer och fabriker.
Surt regn som medför lägre pH påskyndar urlakningen. 
På 1970-talet innehöll de fossila bränslena höga halter av svavel. Det ledde till försurning på grund av att svavel vid förbränning oxideras till svaveldioxid, vilket när det reagerar med syre och vatten bildar svavelsyra. Detta har ett väldigt lågt pH.
2 SO₂(g) + O₂(g) + 2 H₂O(l) → 2 H₂SO₄(aq)
Det som gör att försurningen än idag fortsätter trots minskad mängd svavel är bland annat salpetersyra som bildas i förbränningsmotorer. Vid höga temperaturer reagerar syre och kväve och bildar kväveoxid. Detta reagerar i sin tur med syrgas och bildar då kvävedioxid. Denna löser sig i vatten som finns i luften och efter ytterligare några reaktioner bildas den starka salpetersyran. Totalformeln syns nedan.
{\displaystyle {\ce {4NO2(g) + O2(g) + 2H2O (l) -> 4HNO3 (aq)}}}
Surt vatten från regn når senare berggrunden och orsakar kemisk vittring, då omvandlas mineralen och löses upp i vatten. Berget sönderdelas och detta leder till omformningar i landskap.
Försurning och lägre pH kommer medföra att färre växter och djur trivs. Ett försurat grundvatten kommer direkt att påverka oss människor.
Detta är ej reversibla reaktioner. Detta hör ihop med jämvikten på så sätt att vi måste minska reaktanterna för att produkterna ska minska. De starka syrorna som protolyseras fullständigt gör stor skada, koncentrationen av H⁺ ökar och pH minskar.
Att minska förekomsten av svaveldioxid är möjligt genom att använda mindre svavelhaltiga bränslen. Syrgas och kvävgas som båda finns i luften är svårare att minska, men deras försurande effekt kan hejdas genom undvikande av upphettning till höga temperaturer. Detta sker som sagt i förbränningsmotorer. 
När man pratar om urlakning inom jordbruk och försurning sammanhang så menar man när pH-värdena är så låga att närsalter och oorganiska jonföreningar i marken löser sig och följer med vattnet vilket gör marken näringsfattig.
Markpartiklar har negativ laddning och binder positivt laddade joner. Oxoniumjoner i vattnet byter plats med dessa joner, det sura regnet hör alltså till en stor del som orsakar de lägre pH-värdena och påskyndar på så vis urlakningen. En ökad koncentration av oxoniumjoner förskjuter jämviktsläget så att närsalternas positiva joner störs och fler markbundna joner löses i vattnet. Aluminiumjoner och järnjoner hör också till dessa markbundna joner, de har olika oxidationstal (+II eller +III) och olika löslighet beroende på pH-värdet och tillgången på syre i marken.
I marken är kalksten mer lättvittrad än urbergets bergarter. Det omvandlas därför till finkornigt material.
Lera är det finkornigaste materialet i jorden, det består av olika silikater vilket är kemiska föreningar av kisel och syre. Alltså finns det rester av vittrad kalksten i lera.
I åkerjord finns det mycket kalk, det innehåller även buffertsystem t.ex. vätekarbonatjoner och karbonatjoner. Därför kan åkerjordar motstå försurning. 
Försurning orsakar korrosionsskador på rör, ledningar och betongkonstruktioner i marken. Alla dessa skador beror på förskjutningar av heterogena jämvikter. 

### Jämvikter i haven
Jordens yta är till 71 % täckt av vatten och den största andelen vatten är hav. Eftersom vatten är en så pass stor del av jordens yta är det en väldigt viktig del av koldioxidens kretslopp; havet tar upp en fjärdedel av den koldioxid vi producerar genom att förbränna fossila bränslen. Haven ser till att koldioxidens påverkan på klimatet begränsas genom att lösa koldioxidmolekyler i haven istället för att stiga upp i atmosfären och bidra till ökad växthuseffekt.
Kolsyra är en svag syra. Ju mer koldioxid som havet löser ju mer kolsyra kommer bildas och desto lägre kommer pH-värdet att bli.
Gaser löser sig lättare i vätskor med låg temperatur än i vätskor med hög temperatur och det beror på van der Waals-bindningar. I och med den globala temperaturökningen kommer havstemperaturen stiga, främst ytvattnet. Högre havstemperatur betyder att mindre andel koldioxid kommer lösa sig och bilda kolsyra enligt formeln nedan. 
{\textstyle {\ce {CO2(aq) + H2O(l) -> H2CO3(aq)}}}
Mindre koldioxid som löser sig i haven innebär att mer stannar i atmosfären. Koldioxiden som redan löst sig i havsvattnet kommer ha svårare att hålla kvar sina svaga van der Waals-bindningar vilket gör att gasen inte kan stanna som löst ämne och kommer att släppas ut i luften vilket leder till högre koldioxidhalt i atmosfären. Eftersom koldioxid är en växthusgas påverkar ökad havstemperatur den globala temperaturökningen mer.
Sedan 1700-talet har pH-värdet sjunkit med 0,1 enheter. Detta innebär att havet nu har en 25 % högre oxoniumjonhalt. Koldioxiden som löses i havsvattnet stannar vid ytvattnet och i grunda vatten på grund av otillräcklig cirkulation och olika temperatur i vattnet. Detta gör koldioxiden väldigt ojämnt fördelad och vissa delar blir väldigt sura. Enligt flera undersökningar ökar också försurningstakten i haven.
I vattenytor råder jämvikt mellan koldioxid i luften och koldioxid i vatten.
CO2 (g) ↔  CO2  (aq)
När koldioxidmolekyler löser sig i vattnet och reagerar med vattenmolekylerna bildas kolsyra.
CO2 (aq) + H2O (l)  ↔ H2CO3  (aq)
Kolsyra är en svag syra och en liten del protolyseras till oxoniumjoner och vätekarbonatjoner.
H2CO3  (aq) + H2O (l)  ↔H3O+ (aq)   + HCO3- (aq)
Då mer koldioxid tillkommer i haven, kommer mer koldioxid att reagera med vattenmolekylerna och bilda mer kolsyra. Mer kolsyra i haven leder till lägre pH-värde då kolsyra är en syra.

#### Sänkning av pH-värde
Sänkning av pH-värde leder till att:
-Djur med kalkskal och organismer som koraller får det svårt att överleva på grund av brist på kalk.
-Havslevande organismers fysiologi påverkas vilket kan leda till problem med fortplantning.
-Näringskedjor förändras vilket kan leda till förlust av biologisk mångfald. Detta kan också rubba den sårbara ekologiska balansen i världshaven vilket vi människor kommer lida av.

### Jämvikter i berggrunden
Malm är en bergart som är ekonomiskt lönsamt att utvinna metaller ut ur. Exempel på en malm är järnmalm.
Järnmalm bildades genom att lösta järn(II)-joner i haven oxiderades till järn(III)-joner. Järn(III)jonerna bildade svårlösta järnhydroxider vilket gav en fällning. Järnhydroxiderna överlagrades av andra bergarter och bildade till sist järnoxider. Denna process pågick för 3,5–1,8 miljarder år sedan. Vanliga oxidmalmer är hematit Fe2O3, och magnetit Fe3O4. Ur dessa oxider utvinns järn. 
Mineralen kvarts, SiO2, bildades av kiselsyra som sedimenterades för ca 3,5–1,8 miljarder år sedan. Järnmalm är ofta randig av kvarts.
Kalksten är en sedimentär bergart som kan lösa sig i surt markvatten som innehåller kolsyra: CaCO3 (s)+ H2CO3 (aq) ↔ Ca2+(aq) + 2HCO3- (aq). Reaktionen är exoterm och jämviktsläget förskjuts åt vänster vid tillförsel av värme. Detta ger fällning av kalk som kan kallas pannsten.

### Jämvikter i industrin
Kemisk jämvikt kan utnyttjas inom industrin eftersom reaktioner kan optimeras åt ett önskat håll som i sin tur ger större utvinning av den önskade produkten.
Haber-Bosch-metoden är en industriell framställning av ammoniak som är en av världens viktigaste industrikemikalier och används vid framställning av exempelvis gödningsmedel och sprängämnen. Det är väldigt eftertraktade produkter och därför vill industrin optimera ammoniaktillverkningen. Detta går att göra tack vare kunskap om kemiska jämvikter.
N2 + 3H2 <--> 2NH3 + 92 kJ. Reaktionen till höger är exoterm eftersom den avger energi. En exoterm reaktion gynnas av minskad temperatur, och därför vill man ha en låg temperatur för ett maximalt utbyte. Nackdelen med det är att reaktionen då går långsammare, men det kan man motverka med hjälp av katalysator. För att tillverka så mycket ammoniak som möjligt vill man förskjuta jämvikten åt höger i reaktionen.  

### Jämvikter i kroppen
Cellandning påverkar pH i blodet genom att koldioxid som produceras löser sig och bildar kolsyra. Detta gör att jämvikten förskjuts åt höger och pH sjunker. Men när blodet kommer till lungorna då går det ut koldioxid genom diffusion och hela ekvationen förskjuts till vänster och pH stiger och normaliseras igen. Ett överskott av koldioxid i kroppen kan leda till ett tillstånd som kallas för ”respiratory acidosis.” 
Syra-basjämvikter i kroppen
Vår kropp är beroende av ett stabilt pH-värde som ska ligga på 7,4, vilket endast tål att ändras 0,02 pH-enheter innan vi blir sjuka. Nästan alla kemiska reaktioner som sker i kroppen drivs på av katalysatorer i form av enzymer, och för att dessa enzymer ska kunna fungera korrekt krävs det specifika förhållanden, exempelvis temperatur och pH-värde, och för att dessa specifika förhållanden ska råda jämt så krävs det buffertar för att hålla ordning.  Tack vare kroppens buffertar kan vi till exempel tillverka kilovis av koldioxid (CO2) varje dag utan att pH-värdet ändras mer än marginellt. Utan buffert skulle koldioxiden, som bildas genom cellandning (reaktion 1) och som löser sig i vatten och bildar kolsyra (H2CO3) (reaktion 2) som sedan protolyseras och bildar oxoniumjoner (H3O+) (reaktion 3&4), sänka pH-värdet mer än vad kroppen tål utan att det går obemärkt förbi.
C6H12O6 + 6 O2 <-->  6 CO2 + 6 H2O + energi     (1)
CO2 (g) + H2O (l) <--> H2CO3 (aq)   (2)
H2CO3 (aq) + H2O (l) <--> H3O+ (aq) + HCO3- (aq)     (3)
HCO3- + H2O <--> H3O+ + CO32-     (4)
Hemoglobin (Hb), är ett syrebindande protein som finns i röda blodkroppar och ger blodet dess röda färg. Man pratar om oxihemoglobin (syresatt) och deoxihemoglobin (reducerat hemoglobin, ej syresatt). Hemoglobin består av fyra kopplade aminosyrakedjor som kallas globin, i mitten av dessa finns en så kallad hemgrupp (som ger själva färgen). I mitten av dessa hemgrupper finns en järnatom, och eftersom järnatomer har förmåga att ändra sin elektronladdning (balans mellan elektroner och protoner) så kan järnet oxideras och reduceras mycket bra och därför binder syre och järn mycket bra. Ett problem med dessa bindningar är att de är så starka. Om järnet bara flöt runt fritt i blodet, utan globin eller hemgrupper, skulle järnet binda syret och aldrig släppa taget. Det som händer är att hemoglobinet ändrar sin struktur för att kunna ta upp och sedan släppa syre. Detta kallas konformation och sker först i lungorna vilket är en syrerik miljö, då ändrar hemoglobinet sin struktur för att tillåta järnet att binda syre, sen när hemoglobinet märker att det är i en syrefattig miljö (vävnaderna) sker en konformationsförändring igen och hemgruppen och järnet släpper iväg syret. Denna konformationsförändring gör det lättare för koldioxid att binda sig till blodet och hemoglobinet är en expert på just denna uppgift - att transportera syre från lungorna till vävnaderna, och koldioxid från vävnaderna till lungorna. Hemoglobinet är en av de buffertar som ser till att kroppen inte får för mycket koldioxid. Jämvikten är baserad på denna process och jämvikten skrivs såhär: 
HHb(aq) + O2(g) + H2O(l) ↔ HbO2-(aq) + H3O+(aq)
När hemoglobinet binder syre förskjuts jämvikten åt höger eftersom oxoniumjonkoncentrationen blir lägre, och sen förskjuts den tillbaka åt vänster när hemoglobinet släpper syre. 
Emaljen i våra tänder är uppbyggd av hydroxiapatit (Ca5(PO4)3OH). Det är svårlösligt i vatten, därför löses våra tänder inte upp. Olika pH i munnen påverkar jämvikterna på olika sätt, därför är det viktigt att pH i kroppen är stabilt. När pH är lågt i munnen reagerar hydroxiapatiten med oxoniumjoner och då förskjuts jämvikten åt höger. När detta sker löses emaljen upp och då finns fria kalciumjoner och vätefosfater i saliven.
Sänkning av pH i kroppen kan man få om man äter mycket som är syrabildande, till exempel frukt, mjölkprodukter eller proteiner.
Den viktigaste orsaken till att emaljen löses upp är på grund av syror som utsöndras av bakterier. När bakterier på tänderna förökar sig bildas plack (kolonier av bakterier). Bakterierna omvandlar socker och kolhydrater till syror som gör att pH-värdet sjunker. Det är då emaljen får frätskador som sedan leder till att vi får hål i tänderna, karies.
Flourapatit (Ca5(PO4)3F är en förening mellan kalciumjoner, fosfatjoner och fluoridjoner. När man borstar tänderna med fluortandkräm eller sköljer med fluorlösning omvandlas tandemaljen till fluorapatit för att det sker en jonbytesreaktion där hydroxiapatit tar en fluoridjon och bildar fluorapatit enligt formeln  Ca5(PO4)3OH (s) + F- (aq) ↔ Ca5(PO4)3F (s) + OH- (aq). Fluorapatit kan motstå syror bättre än hydroxiapatit, därför skyddar fluor mot karies. 